# Bernard Howard, 12:e hertig av Norfolk
Bernard Howard, 12:e hertig av Norfolk, född 1765, död 1842, var son till Henry Howard (1713–1787) och Juliana Molyneux, och sonsons sonson till Henry Howard, 22:e earl av Arundel. 
Han gifte sig 1789 med Lady Elizabeth Belasyse (1770–1819), dotter till Henry Belasyse, earl of Fauconberg of Newborough. Han skilde sig från henne 1794. 
År 1815 efterträdde han sin kusin som hertig av Norfolk och Earl Marshal av England.

## Barn
- Henry Howard, 13:e hertig av Norfolk (1791–1856) gift 1814 med Charlotte Sophia Leveson-Gower (d. 1870), dotter till George Granville Leveson-Gower, 1:e hertig av Sutherland.